# جون ماكنزي (عسكري)
جون ماكنزي (بالإنجليزية: John MacKenzie)‏ هو عسكري أمريكي، ولد في 7 يوليو 1886 في بريدجبورت في الولايات المتحدة، وتوفي في 26 ديسمبر 1933 في هوليوك في الولايات المتحدة.